# Idyllwild-Pine Cove
Idyllwild-Pine Cove és una població dels Estats Units a l'estat de Califòrnia. Segons el cens del 2000 tenia 3.504 habitants.

## Demografia
Segons el cens del 2000, Idyllwild-Pine Cove tenia 3.504 habitants, 1.615 habitatges, i 965 famílies. La densitat de població era de 98,2 habitants/km².
Dels 1.615 habitatges en un 22,5% hi vivien nens de menys de 18 anys, en un 48,9% hi vivien parelles casades, en un 7,7% dones solteres, i en un 40,2% no eren unitats familiars. En el 32,4% dels habitatges hi vivien persones soles el 10,7% de les quals corresponia a persones de 65 anys o més que vivien soles. El nombre mitjà de persones vivint en cada habitatge era de 2,17 i el nombre mitjà de persones que vivien en cada família era de 2,73.
Per edats la població es repartia de la següent manera: un 19,9% tenia menys de 18 anys, un 5% entre 18 i 24, un 22,2% entre 25 i 44, un 35% de 45 a 60 i un 17,9% 65 anys o més.
L'edat mediana era de 46 anys. Per cada 100 dones de 18 o més anys hi havia 97,3 homes.
La renda mediana per habitatge era de 35.625 $ i la renda mediana per família de 48.520 $. Els homes tenien una renda mediana de 36.734 $ mentre que les dones 31.125 $. La renda per capita de la població era de 23.443 $. Entorn del 6,8% de les famílies i el 12,8% de la població estaven per davall del llindar de pobresa.

## Poblacions més properes
El següent diagrama mostra les poblacions més properes.